# Cartoon-Pornografie
Unter Cartoon-Pornografie werden Darstellungen von fiktiven Charakteren aus Cartoons, Comics und Animationsfilmen in gezeichneter, illustrierter oder animierter Form verstanden, die diese in erotischen bzw. sexuellen Situationen zeigen. Die animierte Cartoon-Pornografie ist ein Teilbereich der erotischen Animation.
Aufgrund der historischen Begebenheit, dass Cartoons für Kinder produziert wurden und Menschen aller Altersklassen ansprechen, wurde die Cartoon-Pornografie bereits mehrfach zum Thema kritischer Diskussionen und im Vergleich zu Pornofilmen mit realen Darstellern oder erotischen Fotografien strenger kontrolliert. In Japan ist die fiktive Pornografie ein Teil der Unterhaltungsindustrie, welche außerhalb Japans als Hentai bezeichnet wird.
Mit dem Aufkommen des Internets erfuhr die Cartoon-Pornografie eine massive Produktionssteigerung, welche auf Webseiten, die sich der erotischen Animation verschrieben haben, veröffentlicht werden. Das Internet trug zur Verbreitung von Cartoon-Pornografie in sozialen Medien bei.

## Historische Entwicklung

### Animationsfilme
Die frühesten Beispiele für erotische bzw. pornografische Cartoons sind The Virgin with the Hot Pants, ein Stagfilm aus dem Jahr 1924 und Eveready Harton in Buried Treasure. Während ersterer Titel lediglich in den ersten Szenen animierte Videosequenzen nutzte und somit zum ersten bekannten Pornofilm wurde, welcher Animationen verwendet, ist das letztgenannte Werk ein sechseinhalbminütiger Animationskurzfilm. Dieser entstand laut Ray Porter, dem späteren Biografen Max Fleischers, für eine private Geburtstagsfeier von Winsor McCay, dem „Erfinder des Animationsfilms.“ In Japan produzierte Hakusan Kimura im Jahr 1932 mit Suzumi bune die erste erotische Animation, welche Einflüsse des Ukiyo-e-Stils aufwies. Dieser wurde aber von der japanischen Polizei noch während der Produktion beschlagnahmt.
Im Zuge des Goldenen Zeitalters der Pornografie zwischen 1969 und 1984, in welcher auch gesellschaftlich bekannte Filmemacher und Filmstudios begannen mit sexuell explizitem Material, welche eine voll ausgereifte Handlung aufwiesen, zu experimentieren, erweckte auch die Sparte der pornografischen Animation ein erneutes Interesse. Filmische Beispiele aus dieser Zeit sind etwa Out of an Old Man’s Head von Per Åhlin und Tage Danielsson aus dem Jahr 1968, Tarzoon: Shame of the Jungle von Picha und Boris Szulzinger (1975) oder auch Historias de amor y masacre von Jorge Amorós (1979). Im Jahr 1972 erschien der Film Fritz the Cat von Ralph Bakshi, welcher nur lose auf dem gleichnamigen Comic von Robert Crumb basiert, und als erster Animationsfilm überhaupt in den Vereinigten Staaten ein X-Rating erhielt. Der Film Il nano e la strega aus dem Jahr 1973, welcher in seiner internationalen Fassung unter dem Titel King Dick erschien, ist ein Zeichentrickfilm, dessen Animationen handgemalt wurden und eine mittelalterliche Geschichte erzählt. Der im Jahr 1976 veröffentlichte Film Once Upon a Girl zeigt Videoausschnitte mit realen Darstellern und Animationen. Es zeigt pornografische Versionen verschiedener bekannter Märchen. Initiiert von Osamu Tezuka startete mit Animerama eine pornografische Filmtrilogie des Studios Mushi Production, dessen erster Teil im Jahr 1969 unter dem Titel Senya Ichiya Monogatari erschien. In den Jahren 1970 und 1973 folgten mit Cleopatra und Belladonna of Sadness die letzten beiden Werke der Trilogie. Auch erschienen zwischen 1969 und 1971 die als Mockbuster bezeichneten Filme Maruhi Gekiga, Ukiyoe Senichiya und Do It! Yasuji’s Pornorama.
Seit den 1980er-Jahren ist Erotica ein beliebtes Genre innerhalb der japanischen Animationsfilmindustrie. Erotische Anime, manche basierend auf erotische Manga, wurden oft als Original Video Animation veröffentlicht. Diese Werke, die im Westen als Hentai bezeichnet werden, zeigen suggestive und explizite Sexszenen. Zwischen 1984 und 1985 erschien mit Lolita Anime eine pornografische Animationsreihe, welche als erster Hentai eine generelle Veröffentlichung auf DVD erhielt.
Anfang des 21. Jahrhunderts begannen Produzenten digitale Animationstechnologie in ihren erotischen Werken zu nutzen. Im Jahr 2000 startete auf Playboy TV die 20 Episoden umfassende erotisch-dystopische Science-Fiction-Serie Dark Justice, welche auf 3D-Animationen zurückgriff. Ein Jahr später veröffentlichte der Illustrator Joe Phillips den Sexcomedy-Film The House of Morecock, welcher an ein homo- bzw. bisexuelles Publikum ausgerichtet ist und mithilfe von 2D-Animation entstand.
Im Jahr 2006 erschien mit Sex Life of Robots ein Stop-Motion-Animationsfilm, welcher die imaginären sexuellen Aktivitäten von lebenden Robotern zeigt. 2013 erschien mit Savita Bhabhi von Puneet Argawal der erste indische Erotik-Animationsfilm, welcher Argawals gleichnamigen Webcomic basiert, als Internetfilm. Animierte Inhalte erreichen bei Anbietern pornografischer Inhalte große Beliebtheit. Suchbegriffe wie Anime, Hentai und Cartoon zählen mittlerweile zu den meistgesuchten Begriffen auf pornografischen Streamingseiten.

### Bilder und Comics

#### In Europa

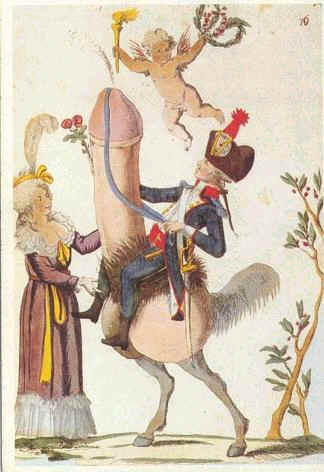
Ein pornografischer Cartoon aus dem 18. Jahrhundert zeigt Marie Antoinette und den französischen Politiker und General Lafayette.

Erotica war in europäischen Comics und Zeichnungen ein sehr frühes Thema. Frühe pornografische Comics waren politischer Natur, welche gegen Aristokraten und Politiker gerichtet waren und diese in sexuell-expliziten Darstellungen karikaturierten. Ein häufiges Opfer derartiger Pamphlete waren zum Beispiel die französische Königin Marie Antoinette oder die russische Zarin Katharina die Große.
Diese Werke, welche einen kruden Humor aufwiesen und/oder eine pornografische Satire darstellten, wurden eingesetzt um den Status und die Autorität der Herrschenden zu untergraben.
In heutiger Zeit haben viele Staaten Europas eine liberale Einstellung gegenüber sexuell-explizite Inhalte in Comics. Die Zensur von erotischen Inhalten in Italien in den 1960er-Jahren zur Entstehung von Fumetti neri, Comics für Erwachsene, welche übermäßig pornografische Szenarien zeigten. Comiczeichner wie Milo Manara starteten als Schöpfer derartiger Comics. Der deutsche Cartoonist Ralf König begann in den 1980er-Jahren erotische Comics zu veröffentlichen, die an eine homosexuelle Zielgruppe gerichtet war. Auch der Belgier Tom Bouden veröffentlichte erotische Comicalben für eine homosexuelle Leserschaft.

#### In Nordamerika
Einige der ersten Comics mit erotischem Inhalt in Nordamerika waren so genannte Tijuana Bibles, welche erstmals in den 1920er-Jahren erschienen. Diese Büchlein umfassten in der Regel lediglich acht Seiten und enthielten erotisch parodistische Darstellungen von Filmstars oder Comic-Charaktere. Die meisten Schöpfer derartiger Werke blieben unbekannt. Es ist aber bekannt, dass Wesley Morse wenige Tijuana Bible geschaffen hat.
Männermagazine waren in der zweiten Hälfte des 20. Jahrhunderts eine beliebte Plattform zur Veröffentlichung von erotischen Comics, zumeist Single-Panel-Werke, in denen meist nackte Frauen oder Paare in sexuellen Situationen gezeigt wurden. Das Playboy-Magazin erschien erstmals im Jahr 1953 und veröffentlichte Single-Panel-Cartoons von Künstlern wie Alberto Vargas, Dan DeCarlo, Jack Cole, LeRoy Neiman und später von Olivia de Berardinis oder Dean Yeagle. In den 1980er-Jahren wurde der Multi-Panel-Comicstrip Little Annie Fanny von Harvey Kurtzman und Will Elder regelmäßig im Playboy-Magazin abgedruckt. Im Penthouse erschien unter anderem der Comic Oh, Wicked Wanda von Ron Embleton. Das Penthouse-Magazin veröffentlichte später mit Penthouse Comix, Penthouse Men’s Adventure und Penthouse Max Magazine für erotische Comics.
Erste erotische Comics, die an eine homosexuelle und bisexuelle männliche Leserschaft gerichtet sind, waren Kake von Touko Laaksonen in den 1950er-Jahren und Harry Chess von Al Shapiro in den 1960er-Jahren. Zwischen den 1980er- und den 2000er-Jahren erschien die Meatmen-Anthologie, welche erotische Comics für eine homosexuelle Leserschaft verschiedenster Comiczeichner beinhaltete. In den 1980er- und 1990er-Jahren erschien unter anderem mit Omaha the Cat Dancer von Kate Worley und Reed Waller, ein Werk, welches sexuell explizite Inhalte mit einer melodramatischen Handlung und anthropomorphen Charakteren mit tierischen Zügen. Auch Genus und Milk, die bei Sin Factory des Verlegers Radio Comix erschienen, richteten sich an Furry-Anhänger.

#### In Japan

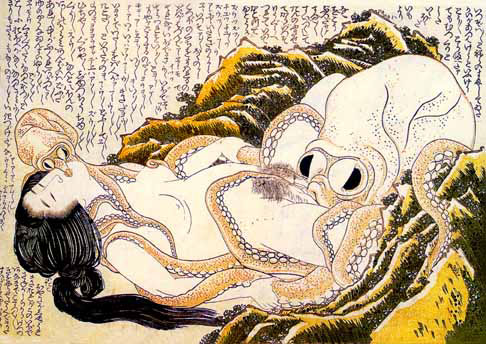
Der Traum der Fischersfrau von Hokusai. Holzschnitt aus dem 19. Jahrhundert.

Sexuelle Darstellungen sind seit langer Zeit Teil der japanischen Kunst. Eines der bekanntesten Werke, Der Traum der Fischersfrau (蛸と海女 Tako to Ama) von Hokusai aus dem Jahr 1918 zeigt eine Frau im Sexualverkehr mit zwei Oktopoden. Dieses Werk wird oftmals Wegbereiter des Tentacle Erotica bezeichnet, einem Genre der japanischen Pornografie – vor allem aber in Anime und Manga. Heutige pornografische Werke nutzen dieses Motiv im Sinne eines erzwungenen Sexualverkehrs zwischen einer Frau und Bestien mit Tentakeln im Gegensatz zu Hokusais Darstellung, welches eine gegenseitige Lust darstellt. Werke mit erotischen Darstellungen wurden von der japanischen Regierung zensiert, dennoch erschienen mit dem Erstarken des Manga-Marktes auch erotische Dramen wie Ero Mangatropa (1973), Erogenica (1975) und Alice (1977). Im Jahr 1979 veröffentlichte der Mangaka Azuma Hideo den erotischen Manga Cybele, welches explizit sexuelle Situationen zwischen süß wirkenden Charakteren zeigt und zu einem Anstieg von Veröffentlichungen so genannter Lolicon-Anthologien führte, in denen frühreife Mädchen dargestellt wurden, wie etwa Lemon People und Petit Apple Pie. Auch entstanden etwa im gleichen Zeitraum Werke, die dem Shotacon-Genre zugeordnet werden und frühreife Jungen zeigen. Erotische Manga, die an Männer gerichtet sind, werden als 成人向け漫画 seijin-muke manga bzw. Ero-Manga bezeichnet, auf eine weibliche Leserschaft abzielende Manga heißen Ladies Comics (レーディーズ・コミック).
In den 1970er-Jahren erschienen Werke, die auf eine junge weibliche Leserschaft ausgerichtet sind, so genannte Shōjo-Manga, in welchen eine platonische Beziehungen zwischen männlichen Charakteren zeigen, was später zur Entstehung des Yaoi-Genres führen sollte. Dieses Genre ist auf eine weibliche Leserschaft gerichtet und beschreibt Liebesbeziehungen zwischen männliche Charaktere, die auch sexueller Natur sein können. In den 1980er-Jahren begann der Mangaka Gengoroh Tagame erotische Werke zu veröffentlichen, die sein eigenes sexuelles Interesse widerspiegelten. Diese Werke zeigen großgewachsene, muskulöse Männer, die sadomasochistischen Geschlechtsverkehr miteinander haben. Um diese Werke entwickelte sich das Bara-Genre, welches an homo- und bisexuelle Männer gerichtet ist.

## Rechtliche Situation
Die rechtliche Situation von Cartoon-Pornografie ist von Staat zu Staat unterschiedlich. Zusätzlich zur Rechtslage von pornografischen Werken gilt es bei manchen Werken auch andere Gesetze zu beachten, wie etwa bei Darstellungen von erotischen und sexuellen Situationen zwischen scheinbar minderjährigen Charakteren. Einer der Gründe, weshalb dies vorkommt ist, dass viele Cartoons (Haupt-)Charaktere haben, die nicht erwachsen sind. Auch wenn die dargestellten Charaktere nicht minderjährig sind, ist die Legalität von Cartoon-Pornografie von der jeweiligen Gesetzgebung bzgl. Kinderpornografie abhängig.
Die erotische Darstellung von Comic- und Cartoon-Charakteren können zudem eine Verletzung des Urheberrechtes darstellen unabhängig von der dargestellten Situation, in denen diese gezeigt werden.